# Arthur Thompson
Arthur Thompson (Dewsbury, 15 giugno 1922 – luglio 1996) è stato un calciatore inglese, di ruolo attaccante.

## Carriera
Dopo aver giocato con i semiprofessionisti del Thornhill Edge nel 1941 passa all'Huddersfield Town; partecipa con i Terriers ai vari tornei che si giocavano durante la seconda guerra mondiale e successivamente anche alla FA Cup 1945-1946, per poi nella stagione 1946-1947, alla normale ripresa dei campionati, totalizzare complessivamente 18 presenze e 3 reti nella prima divisione inglese con la maglia del club biancazzurro, con cui poi nella stagione 1947-1948 va invece in rete per 2 volte in 6 partite di campionato giocate. Rimane in rosa anche per l'intera stagione 1948-1949, nella quale gioca un'ultima partita nella prima divisione inglese (la sua venticinquesima in carriera in questa categoria), per poi ritirarsi, all'età di 27 anni.